# ریکاردو سوندو
ریکاردو سوندو (انگلیسی: Riccardo Secondo؛ زادهٔ ۹ سپتامبر ۱۹۹۵) بازیکن فوتبال است.
از باشگاه‌هایی که در آن بازی کرده‌است می‌توان به باشگاه فوتبال پرو ورچلی و باشگاه فوتبال روبور سیه‌نا اشاره کرد.